# هاناياماتا
هاناياماتا (باليابانية: ハナヤマタ، بالروماجي: Hanayamata) هي سلسلة مانغا يابانية من تأليف سو هامايوميبا، نشرت من قبل هوبونشا في مجلة Manga Time Kirara Forward، منذ يونيو عام 2011. أنتجت إلى مسلسل أنمي تلفزيوني من قبل استوديو مادهاوس، عرض الأنمي 7 يوليو عام 2014 واستمر عرضه حتى 22 سبتمبر عام 2014، وتكون من 12 حلقة.

## القصة
تدور أحداث القصة عن فتاة عادية اسمها نارو سيكيا، طالبة في المدرسة المتوسطة، وتبلغ من العمر 14 عامًا، وتحب القصص الخيالية.
في أحد الليلي المقمرة تقابل الجنية تطلب منها الانضمام إليها في عالم رقص اليوساكوي.

## الشخصيات

### الشخصيات الرئيسية
نارو سيكيا (باليابانية: 関谷 なる، بالروماجي: Sekiya Naru)
أداء صوتي: رينا أويدا
هانا أن. فونتينستاند (باليابانية: ハナ・N・フォンテーンスタンド، بالروماجي: Hana Enu Fontēnsutando)
أداء صوتي: مينامي تاناكا
يايا ساسامي (باليابانية: 笹目 ヤヤ، بالروماجي: Sasame Yaya)
أداء صوتي: كايا أوكونو
تامي نيشيميكادو (باليابانية: 西御門 多美، بالروماجي: Nishimikado Tami)
أداء صوتي: يوكا أوتسوبو
ماتشي توكيوا (باليابانية: 常盤 真智، بالروماجي: Tokiwa Machi)
أداء صوتي: مانامي نوماكورا

### شخصيات أخرى
ساري توكيوا (باليابانية: 常盤 沙里، بالروماجي: Tokiwa Sari)
أداء صوتي: ميغومي تويوغوتشي
ساتشيكو يامانوشيتا (باليابانية: 山ノ下 祥子، بالروماجي: Yamanoshita Sachiko)
أداء صوتي: يوكي واكاي
أريسا كاجيوارا (باليابانية: 梶原 亜里沙، بالروماجي: Kajiwara Arisa)
أداء صوتي: أيانو ياماموتو
يوكا كوماتشي (باليابانية: 小町 結香، بالروماجي: Komachi Yūka)
أداء صوتي: مايكا تاكاي
ماسارو أوفونا (باليابانية: 大船 勝، بالروماجي: Ōfuna Masaru)
أداء صوتي: تسويوشي كوياما
بيغ برذير (باليابانية: 兄貴، بالروماجي: Aniki)
والد هانا
أداء صوتي: يوجي أويدا
جنفير أن. فونتنستاند (باليابانية: ジェニファー・N・フォンテーンスタンド، بالروماجي: Jenifa Enu Fontēnsutando)
أداء صوتي: تشياكي تاكاهاشي
ناوماسا سيكيا (باليابانية: 関谷 直正، بالروماجي: Sekiya Naomasa)
أداء صوتي: تورو أوكاوا
والد تامي
أداء صوتي: هيروكي توتشي
والد يايا
أداء صوتي: كوسوكي غوتو
أومي - سان (باليابانية: 梅さん، بالروماجي: Ume-san)
أداء صوتي: توشيكو مايدا

## وصلات خارجية
- موقع الأنمي الرسمي باللغة اليابانية
- هاناياماتا على موقع ANN manga (الإنجليزية)